# Јурика (Канзас)
Јурика (енгл. Eureka) град је у америчкој савезној држави Канзас.

## Демографија
По попису из 2010. године број становника је 2.633, што је 281 (-9,6%) становника мање него 2000. године.
| Група             | 2000.         | 2010.         |
| Белци             | 2.764 (94,9%) | 2.414 (91,7%) |
| Афроамериканци    | 4 (0,1%)      | 6 (0,2%)      |
| Азијати           | 4 (0,1%)      | 11 (0,4%)     |
| Хиспаноамериканци | 77 (2,6%)     | 139 (5,3%)    |
| Укупно            | 2.914         | 2.633         |